# Johann Christoph Plessing

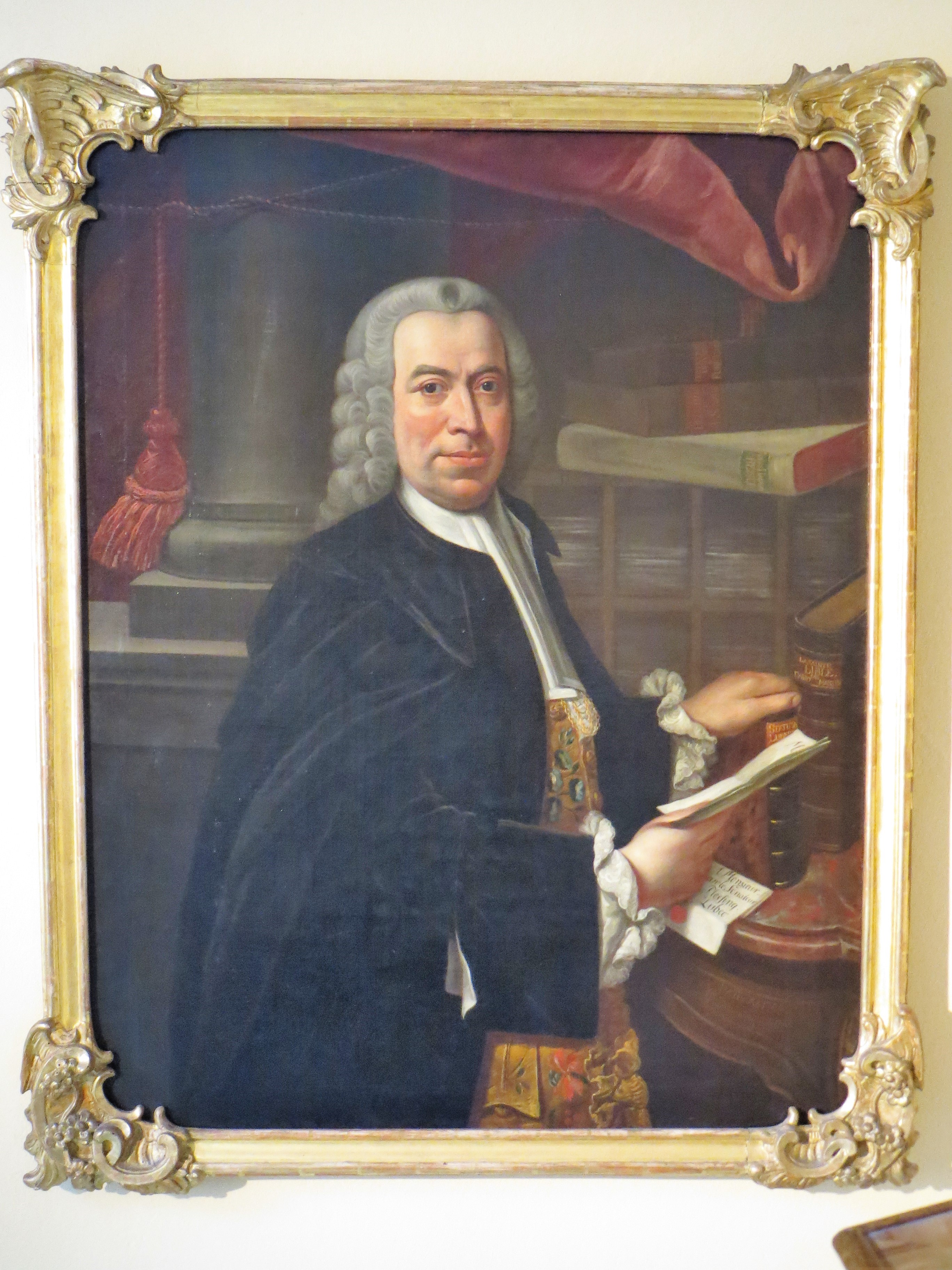
Johann Christoph Plessing

Johann Christoph Plessing (* 1705 in Lübeck; † 26. März 1773 ebenda) war Kaufmann und Ratsherr der Hansestadt Lübeck.

## Leben
Plessing war der Sohn des Ratskellermeisters Peter Christoph Plessing († 1712). Er trat 1720 eine kaufmännische Lehre bei dem Kaufmann Ludwig Mentze an und wurde 1727 für den Kaufmann Adolf Rodde tätig. Geschäftsreisen der Jahre 1736–37 führten ihn nach Amsterdam, Paris und Bordeaux. Im Ostseeraum reichten seine Reiseaktivitäten bis nach Danzig und Königsberg. Als Mitglied der Kaufleutekompamie der Schonenfahrer gründete er sein eigenes Handelshaus und wurde 1744 Ältermann der Schonenfahrer, aus deren Reihen er 1753 in den Rat der Stadt gewählt wurde. Im Rat war er bei der Wette und in der Kämmerei, dem Niedergericht und als Kriegskommissar tätig.
Sein Sohn war der Lübecker Bürgermeister Johann Philipp Plessing.